# Prințul Albert de Saxonia (1875–1900)

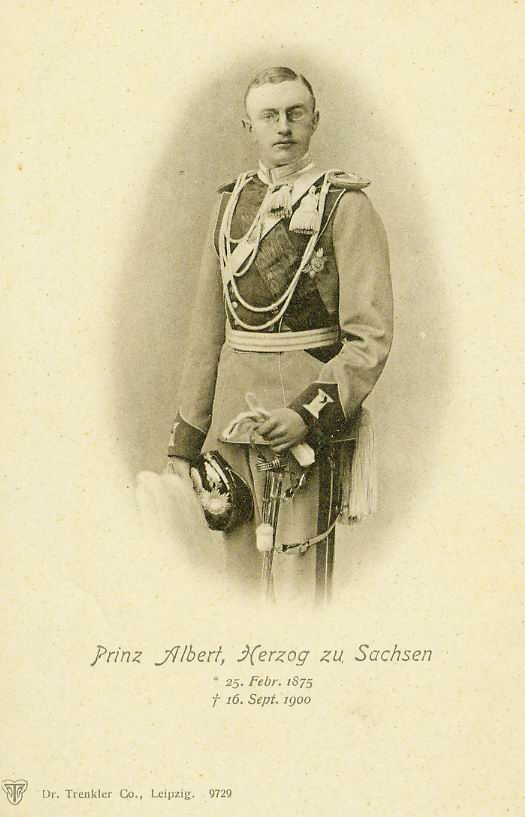
Prințul Albert de Saxonia

Prințul Albert Karl Anton Ludwig Wilhelm Viktor de Saxonia (25 februarie 1875, Dresda – 16 septembrie 1900, Schönwölkau) a fost prinț saxon, membru al Casei de Wettin. A fost fiul cel mic al regelui George și a soției acestuia, Maria Anna a Portugaliei.
A murit la vârsta de 25 de ani într-un accident. La 16 septembrie 1900 Prințul Miguel de Braganza se întorcea înapoi în oraș după ce a participat la o cină la o casă de la țară, când roțile trăsurii sale s-au prins de roțile trăsurii Prințului Albert. Coliziunea a fost atât de mare încât trăsura Prințului Albert s-a răsturnat în șanț iar Prințul a murit câteva ore mai târziu. Pentru că nu s-a putut stabili dacă a fost un accident sau un act intenționat, Miguel a scăpat de curtea marțială însă a fost forțat să renunțe la funcția sa în armată și să părăsească țara.
În momentul accidentului, rege al Saxoniei era unchiul său, fratele mai mare al tatălui său, Albert I al Saxoniei. 